# Aeroportul Biarritz – Anglet – Bayonne
Aeroportul Biarritz – Anglet – Bayonne (în franceză aéroport de Biarritz - Pays Basque) (IATA: BIQ, ICAO: LFBZ) este un aeroport din Anglet, Pyrénées-Atlantiques, Nouvelle-Aquitaine, Franța metropolitană, Franța ce deservește zona Biarritz. Aeroportul a fost tranzitat în 2022 de 931.698 de pasageri. A fost numit după zona deservită.
Situat la o altitudine de 74 m, aeroportul dispune de 1 pistă.

## Infrastructură

### Piste
Aeroportul dispune de o singură pistă. Pista 09/27 are suprafața de asfalt și dimensiunile 2.250 m × 45 m. 